# Monoparentalité

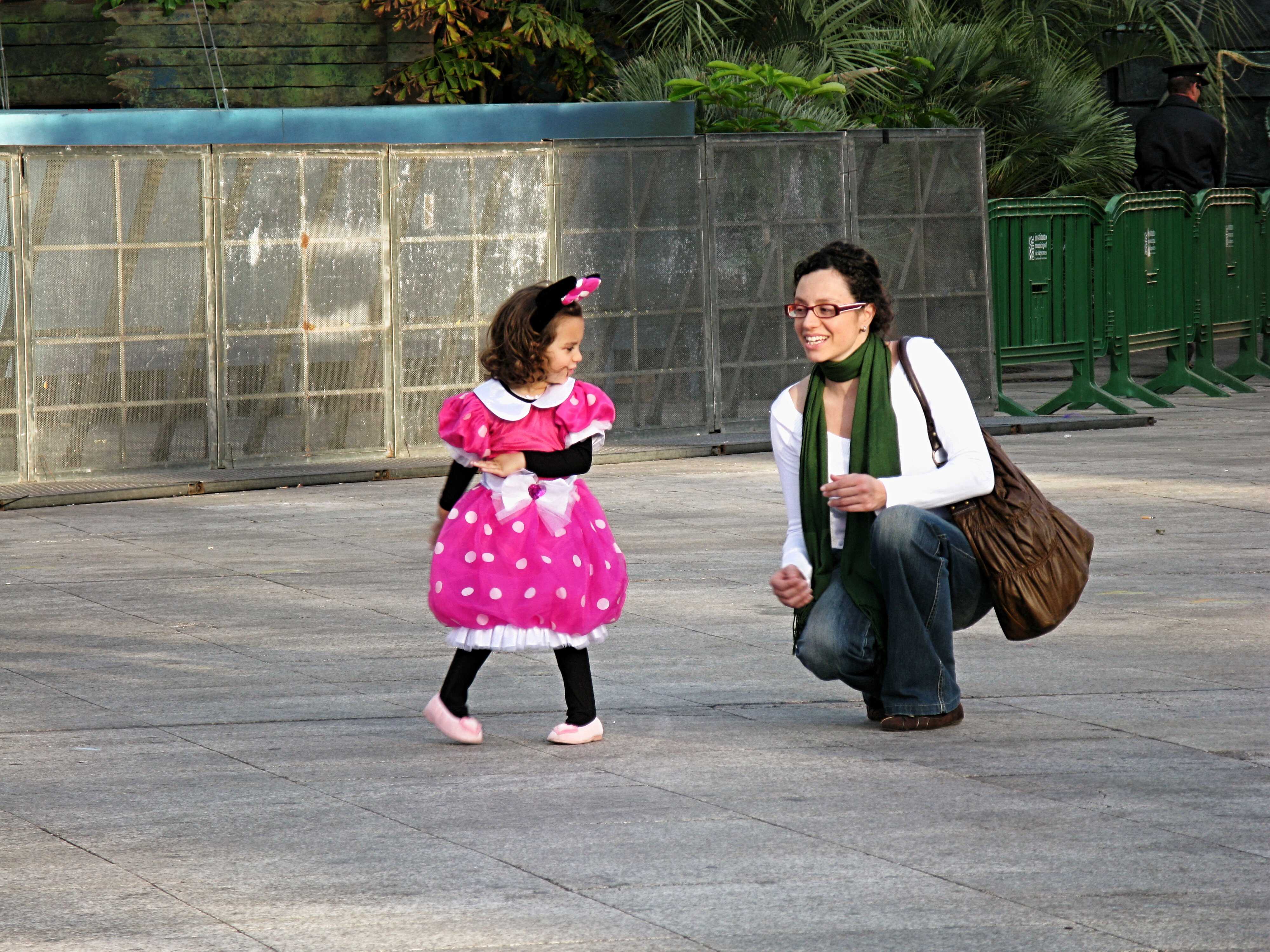
Monoparentalité

La monoparentalité est le fait pour un enfant de ne vivre au quotidien qu'avec l'un de ses deux parents, et ce pour quelque raison que ce soit : choisie ou subie, à la suite d'un divorce, d'une séparation, du décès d’un des conjoints ou de la non connaissance d'un des parents.

## Conséquences sur l’enfant
Les enfants de parents divorcés ont tendance à présenter certains problèmes dont les troubles intériorisés tels que l’anxiété ou la dépression  et extériorisés tels que l’hyperactivité ou l’agressivité, les difficultés d’adaptation, un bien-être diminué, des problèmes de santé somatique, de l’anxiété. Les réactions des enfants des parents séparés s’expriment de façon différente. Les garçons ont tendance à extérioriser leurs sentiments, donc être plus impulsifs, hyperactifs, agressifs, de consommer des drogues et alcools, d’être violent. Les filles intériorisent leurs sentiments donc elles sont portées à être dépressives, anxieuses .

## Historique
Avant le 20e siècle, la monoparentalité était principalement marquée par des veufs/veuves. Au Québec, à l'époque de l'entre-deux-guerres, un enfant qui naissait sans père était assimilé à une absence de structure familiale.Les femmes monoparentales étaient alors sujettes à des jugements défavorables et à une faible acceptation sociale.
L’État providence et l’accès à l’éducation aux femmes rend le divorce plus vivable, ce qui a été un des facteurs associé à la hausse de la monoparentalité.Malgré ces changements sociopolitiques,une étude récente souligne que la perception d'une femme monoparentale diffère de celle d'un homme dans la même situation; un homme monoparental a 72% de chances de vivre dans une famille biparentale, tandis que la probabilité est de 55% pour les mères seules.

## Démographie
Au Canada, les familles monoparentales représentent 16,3% de toutes les familles (2016). Selon les statistiques québécoises, il y a plus de femmes monoparentales que d’hommes dans cette situation, avec 84% de ces familles qui sont à chefs féminins (2007).

## Conséquences sociales et économiques
Au Québec, les mères monoparentales ont une incidence de pauvreté de 59,5% contre 12,2 % pour les couples avec enfants. Environ 62% des mères monoparentales ont des revenus classés dans la catégorie très pauvres et pauvres. Cela peut avoir un impact sur leur santé mentale, en raison du stress financier lié au fait d'avoir un seul revenu, contrairement aux familles biparentales. En 2016 seulement 14,4% des femmes monoparentales ont recours aux programmes d’aide sociale.
En France, en 2023 un état des savoirs scientifiques à la demande de la CAF souligne que « Les parents solo sont surreprésentés dans les emplois précaires, à temps partiel, avec des salaires peu élevés. ». Un rapport du Sénat souligne que « 46 % des enfants vivant seuls avec leur mère sont pauvres. » (2024). 
Les familles monoparentales présentent des caractéristiques qui les rendent plus susceptibles à vivre une situation de précarité économique. Par exemple, la perte de ressources financières de l'un des parents ainsi qu'une plus grande difficulté à gérer la conciliation travail famille. En effet, à la fin des années 90, dans les pays de l'OCDE (l'Organisation de coopération et de développement économique), la probabilité pour un enfant vivant dans une famille monoparentale de vivre sous le seuil de la pauvreté était quatre fois plus élevée que pour les enfants de familles biparentales. Au Québec en 2002, le revenu des familles monoparentales représentaient entre la moitié et le deux tiers du revenu moyen de la population en âge de travailler. Aussi, les familles biparentales ont tendance à avoir des conditions de logements plus favorables. En 2009, 11% des familles monoparentales françaises vivaient dans un appartement surpeuplé. Toutefois, la situation économique des familles monoparentales n'est pas homogène étant donnée la définition très large de la monoparentalité. Celle-ci peut-être causée par la mortalité de l'un des parents, la séparation ou simplement la décision pour une mère d'avoir un enfant seule.
De plus, les problèmes de pauvreté chez les familles monoparentales semblent être liés aux problèmes d'inégalités des sexes dans le couple et dans la sphère du travail. En effet, au Canada en 2014, les mères seules représentaient 81% des chefs de familles monoparentales. Ce phénomène peut être expliqué par le fait que socialement la femme reste attachée à l'image de celle qui prend soin des enfants et cette image est souvent reflétée dans un contexte de séparation. Les trajectoires professionnelles et familiales des femmes sont aussi intrinsèquement liées, les transitions familiales occasionnent donc souvent des transitions professionnelles. Toutefois, les femmes dont l'activité professionnelle n'a pas été interrompue par les transitions familiales sont dans une meilleure posture économique que les autres dans la transitions vers la monoparentalité. Certaines mesures sociales, comme les garderies subventionnées, aident grandement les chefs de familles monoparentales à garder un emploi à temps plein. Par le fait même, les mesures qui aident les mères à rester au travail durant la transition vers la maternité (prestations de maternité, congé parental) sont celles qui les aideront à y rester durant la transition vers la monoparentalité. Les taux d'emplois des femmes monoparentales sont aussi généralement plus hauts dans les régimes politiques à caractère social démocrate. Par exemple, les conséquences économiques sont moins importantes pour les familles monoparentales scandinaves où l'on trouve une politique de soutien universel.
Plusieurs facteurs sociaux et économiques aident à mieux comprendre la variété et l'hétérogénéïté des familles monoparentales. Certains auteurs constatent que le soutien familial est surtout disponible chez les femmes plus aisées et éduquées. Il semble que ces femmes aient un réseau social plus large et sont plus propices à recevoir une aide émotionnelle et financière. Cette aide est non négligeable d'un point de vue économique puisqu'elle permet de se consacrer à d'autres activités sociales dont le travail. Lorsque la situation de monoparentalité est engendrée par la séparation, la présence de l'ex conjoint est plus importante chez les femmes plus aisées que chez les femmes issues de milieu précaire ou le rôle de l'ex conjoint est souvent moindre.
L’aide d’adaptation reçu par la mère est généralement donné par les parents, les grands-parents, les amies, les travailleurs sociaux, les organisations communautaires. Plusieurs organisations communautaires offrent des services aux femmes monoparentales. La Fédération des associations de familles monoparentales du Québec (FAFMQ) aide les femmes à développer leur autonomie, dénoncer les préjugés et les stéréotypes de la monoparentalité. 

### Aides financières et ententes
Le paiement de Soutien aux enfants (SAE) est un programme d’allocations familiales du gouvernement québécois. Ce programme permet de verser un montant d’argent aux familles monoparentales pour les enfants de moins de 18 ans. D’autre part, en 1995, le gouvernement québécois met de l’avant une loi qui facilite le paiement des pensions en contrant les parents qui échappent à leur obligation vis-à-vis cette pension.  
Les parents peuvent également faire une entente par rapport à la répartition des biens et les pensions. En effet, un parent pourrait demander la possession de la maison, et de refuser une pension alimentaire en échange. D’ailleurs, les pères acceptent plus souvent la prise en charge de certaines dépenses qui n’étaient pas prévues lors de la séparation, dont les frais de scolarité particulièrement. 

### Conséquence psychologique
Les mères monoparentales tendent à s’isoler et à vivre de la surcharge émotionnelle dû à l’incertitude par rapport à l’avenir ou du trop-plein des tâches à faire. L’enfant devient dans cette situation le pilier de la famille et pousse la mère à favoriser leur cheminement. La mère monoparentale peut développer un trouble dépressif, de l’isolement et l’épuisement relationnel en raison de leur surcharge de travail .

### Conséquences sur le parcours scolaire
Les conséquences de la monoparentalité sur le parcours scolaire des enfants sont un sujet d’intérêt croissant, en raison des multiples défis auxquels ces familles sont confrontées. Plusieurs facteurs, tels que les ressources économiques limitées, le contexte familial et les dynamiques sociales, jouent un rôle clé dans la réussite scolaire des enfants. Les études montrent qu’une des principales conséquences de la monoparentalité est l'accroissement du risque d'échec scolaire. D'après les analyses de Cretin, les enfants de familles monoparentales rencontrent des difficultés académiques dès le primaire. Le taux de redoublement est plus élevé pour ces enfants, et ils grandissent avec un niveau d'acquis plus faible comparé à leurs pairs issus de familles biparentales. Ces écarts se poursuivent durant le secondaire, où ils réussissent moins bien, en particulier en mathématiques, et sont moins nombreux à obtenir des diplômes d'études plus élevés.  

#### Facteurs économiques
Les facteurs économiques contribuent largement à expliquer ces difficultés. Raïq et Plante soulignent que les familles monoparentales sont souvent touchées par la pauvreté, ce qui limite l'accès à des ressources éducatives et à un environnement propice à l'apprentissage. Le Québec, par exemple, bénéficie de politiques sociales plus généreuses qui semblent réduire la pauvreté parmi ces familles comparativement à d'autres provinces canadiennes. Cependant, même avec ces aides, les familles monoparentales restent vulnérables économiquement, et cette instabilité impacte la réussite scolaire des enfants. Les études montrent que ces enfants sont moins performants, car leurs parents, souvent une mère isolée, doivent jongler entre plusieurs responsabilités, limitant ainsi le soutien qu’ils peuvent offrir à leurs enfants.  

#### Structure familiale
La structure familiale influence également la réussite scolaire des enfants. Les recherches de Mucchielli discutent des dynamiques familiales et de l’impact de la séparation parentale sur les enfants. Bien que certains discours dramatisent l'absence du père, Mucchielli observe que l'effet de la monoparentalité sur la scolarité des enfants peut varier en fonction du soutien social et des ressources culturelles disponibles. Ainsi, le manque d’accompagnement parental et les tensions associées à la séparation peuvent exacerber les difficultés académiques, surtout lorsque la situation financière est précaire.  

#### Pistes pour réduire les inégalités
Certaines politiques publiques, comme c'est le cas au Québec, offrent des perspectives pour atténuer ces inégalités et soutenir le parcours scolaire de ces enfants. Ces données invitent à une réflexion sur les approches adaptées pour répondre aux besoins spécifiques de ces familles et réduire les écarts de réussite scolaire. Les enfants de familles monoparentales font face à des défis académiques plus importants, mais des initiatives telles que les programmes de soutien scolaire et les services de garde accessibles peuvent aussi jouer un rôle positif en allégeant les responsabilités parentales et en offrant un cadre structuré pour les devoir et les révisions. Ce soutien complémentaire peut contribuer à réduire l'écart de réussite scolaire entre les enfants de familles monoparentales et ceux vivant avec deux parents, soulignant l'importance des politiques éducatives et sociales adaptées aux réalités de ces familles.  

## Femmes réfugiées en situation de monoparentalité
L’UNHCR a annoncé en 2018 que la priorité d’accueil pour être un réfugié devrait être des personnes dans un situation de vulnérabilité que ce soit des personnes handicapées, personnes politiquement à risque ou les femmes seules avec leurs enfants. Les femmes seules avec enfant représentent la majorité des personnes réfugiées, 76% des demandes sont des femmes et des filles ayant reçue de la violence physique et qui sont devenues cheffes de familles lors de leur parcours migratoire. De plus, entre 38 et 43% des personnes ont subies une migration forcée en 2019 sont des enfants. Ces personnes en situation de vulnérabilité sont souvent confrontées à des attaques sexuelles, des maladies, une grossesse non souhaitée, un traumatisme psychologique sévère, violence physique et morale causant une isolation.

### Les obstacles
Plusieurs obstacles peuvent rendre difficile la vie quotidienne des personnes réfugiées en situation de monoparentalité lors de leur parcours migratoire. Les familles monoparentales avec un statut de réfugiés traversent des épisodes psychologiques difficiles en rapport avec la perte de leur proche dans leur pays d’origine et la solitude ainsi qu’un sentiment de peur qui s’instaure dans leur pays d’accueil. De plus, un grand nombre de ces familles subissent des situations de discriminations et de racismes. Les centres d’accueil pour réfugiés sont souvent situés dans des zones reculées et dangereuses ayant peut d’accès au service de base comme le chauffage.

### Les stratégies
Quelques ressources viennent en aide aux familles monoparentales réfugiées. Certains anciens réfugiés viennent aider les nouvelles familles qui arrivent dans le pays d’accueil pour mieux les diriger et en facilitant leur arriver pouvant être difficile. Des organismes aident ces familles monoparentales pour leur trouver un logement permanent en leur donnant un logement temporaire et aussi beaucoup de l’aide quotidienne pour leur transport, l'éducation et les soins, ou encore de l’aide pour s’inscrire aux programmes fédéraux et provinciaux.